# Neologie
Unter Neologie (griechisch für „neue Lehre“) versteht man die Rezeption der deutschen Aufklärung durch die evangelische Theologie im 18. Jahrhundert. Es ist zwischen der Verwendung des Begriffs Neologie in theologischer (1) und linguistischer Hinsicht (2) zu unterscheiden.

## Begriffe
Die Begriffe Neologie und Neologe (Bezeichnung für einen Vertreter dieser Richtung) wurden als negativ besetzte, abschätzig gemeinte Fremdbezeichnungen etwa im letzten Drittel des 18. Jahrhunderts eingeführt.
Wichtige Gesichtspunkte der Neologie sind:
- Die Inspirationslehre der lutherischen Orthodoxie wird zu Gunsten einer historisch-kritischen Betrachtungsweise der Bibel relativiert.
- Die Verbindlichkeit kirchlicher Dogmen und Bekenntnisse wird in Frage gestellt.
- Das Christentum wird vorrangig ethisch akzentuiert. Seine Bedeutsamkeit wird von seiner empirischen Wirksamkeit für ein „besseres Leben“ abhängig gemacht.

## Linguistik
Neologie (auch: Neologismenforschung) bezeichnet in der Linguistik den Bereich der Sprachwissenschaft, der sich mit der Bildung, dem Auftreten, der Wahrnehmung und der Integration neuer Wörter und Wendungen in eine Sprache beschäftigt. Der zentrale Untersuchungsgegenstand ist der Neologismus, also eine neue lexikalische Einheit, die (meist) noch nicht lexikalisiert ist und als neu empfunden wird.
In der linguistischen Forschung ist der Begriff Neologie nicht eindeutig, sondern umfasst unterschiedliche Aspekte. So unterscheidet man zwischen der objektiven Neuheit eines Wortes – etwa nachweisbar durch Erstbeleg oder fehlende Lexikalisierung – und dem Neuheitseffekt, also der subjektiven Wahrnehmung eines Wortes als neu durch Rezipienten. Der Neuheitseffekt ist ein zentraler Begriff in der Neologieforschung. Er bezeichnet die kognitive Reaktion der Rezipienten auf ein neues Wort, die sich in Form von Irritation, Aufmerksamkeit oder auch Nichtverstehen äußern kann. Der Neuheitseffekt kann von Person zu Person stark variieren.

## Methoden der Neologismenforschung
Die Erforschung von Neologismen erfolgt durch Korpusanalysen, Beobachtung von Erstbelegen, Umfragen zu Vertrautheitsurteilen (vgl. Plank 1981), sowie durch die stilistische und semantische Analyse von Wortneubildungen in Texten. Ein zentrales Problem der Neologie besteht darin, dass Neuheit keine feste Eigenschaft eines Wortes ist, sondern eine temporäre und kontextabhängige Wahrnehmung darstellt. Wörter können unbemerkt entstehen und untergehen oder sich langsam lexikalisieren – der Übergang von Gelegenheitsbildung (Okkasionalismus) zum festen Sprachgebrauch ist fließend.